# Боеспособность
Боеспособность или Боевая способность — это определенное состояние способности военнослужащего, войск и сил (авиации, флота) вести боевые действия, выполнять боевые задачи.
Боевая способность военнослужащего и формирования войск, сил и служб является определяющим элементом боевой готовности вооружённых сил и важнейшим условием достижения ими победы. Боеспособность зависит от вооружения, подготовки, снабжения и мотивированности вооружённых сил, а также размеров и особенностей вверенной территории, которую они защищают. В немецком (прусском) военном деле Кампффёхигкайт (Kampffähigkeit).

Важнейшим условием боеспособности и постоянной боевой готовности войск является высокая воинская дисциплина. Особенно велика её роль в достижении победы в современной войне. «Чтобы победить… нужна железная, военная дисциплина» (В. И. Ленин).— Дисциплинарный устав Вооружённых Сил Союза ССР, от 1975 года.

## Определение
В начале XX столетия, на флоте боевую способность судна (корабля) определяли его быстрота движения, сила артиллерии и мин, таран, непроницаемость его важнейших частей для неприятельских снарядов. На Русском флоте для развития боевой способности корабля (судна) применяли состязательные стрельбы.
Боевая способность зависит от укомплектованности формирований (подразделений, частей, соединений и объединений), характера и напряженности боевых и военных действий, потерь и возможности их быстрого пополнения, подготовленности личного состава, обеспеченности вооружением, военной техникой, материальными средствами и другими условиями.
Особенно высокие требования к боевой способности войск и сил возникли в связи с оснащением их оружием массового поражения и высокоточным оружием. В зависимости от степени воздействия оружия противника боеспособность части, соединение и объединения может быть потеряна частично или полностью. При этом некоторыми считается, что часть, соединение или объединение частично теряют боевую способность при потерях в личном составе, вооружении и военной технике до 50 % — 60 % и сохранении управления; нарушения управления войсками и выходе из строя более 50 % — 60 % сил и средств приводят к полной потере боеспособности.
Сохранение и восстановление боевой способности формирований войск и сил – важнейшая задача всех командующих (командиров) и штабов. От командиров и штабов всех степеней требуется умение организованно, в сжатые сроки проводить мероприятия по восстановлению боеспособности.

## Степени
В русском (советском) военном деле существуют следующие виды боевой способности формирований:
- полная, есть управление и нет потерь;
- ограниченная (частичная), потери до 50 %, при сохранении управления;
- неспособная, нарушено управления и потери свыше 70 %[2].

## Ссылка
- Боевая и мобилизационная готовность подразделений и частей
- Что значит боеспособность.
- Более детальная аналитика на GFP (En)
- Боевая готовность военнослужащего и подразделения